# Assistant d'éducation
Pour les articles homonymes, voir AE, AED et Pion.
 (novembre 2018).
Si vous disposez d'ouvrages ou d'articles de référence ou si vous connaissez des sites web de qualité traitant du thème abordé ici, merci de compléter l'article en donnant les références utiles à sa vérifiabilité et en les liant à la section « Notes et références ».
En France, les assistants d'éducation (AED)  ont été créés par la loi du 30 avril 2003, dans le but de remplacer progressivement les maîtres d'internat (MI) et surveillants d'externat (SE), dont le statut, remontant à 1937, était considéré par le ministère de l'Éducation nationale comme obsolète et mal adapté aux besoins actuels des établissements scolaires du second degré. Les AED exercent les fonctions d'encadrement et de surveillance des élèves anciennement dévolues aux MI-SE.

## Statut
Les AED sont recrutés par contrat de droit public d'une durée d'un, deux ou trois ans, renouvelable pour une durée maximale de 6 ans, ce qui leur octroie le statut d'agent non titulaire de l'État. Quoique payés sur le budget de l'État, les AED ne sont plus recrutés par les recteurs d'académie sur critères sociaux (avec barème) comme leurs prédécesseurs MI-SE, mais par le chef d'établissement.
Le rectorat d'académie décide des ouvertures et des fermetures de postes dans chaque EPLE (établissement public local d'enseignement) en fonction de la dotation ministérielle allouée à chaque académie, et s'assure du suivi de gestion global de ces personnels. Néanmoins, le traitement et la gestion administrative personnelle des AED relèvent d'établissements dits mutualisateurs, chargés, dans chaque arrondissement, de ces tâches de gestion et de paiement.
Pour postuler à un poste d'assistant d'éducation, il convient d'être titulaire du baccalauréat ou d'un titre ou diplôme équivalent. Pour exercer en internat, l'agent doit avoir vingt ans révolus à la date d'entrée en fonction. Les postes d'AED sont prioritairement attribués aux étudiants boursiers, mais ouverts également à d'autres catégories socio-professionnelles.
Le service des AED est annualisé et représente un temps de travail de 1 607 heures (803 heures à mi-temps), répartis entre 39 semaines minimum et 45 semaines maximum en début d'année par le principal ou le proviseur. Pour se former, l'AED se voit déduire de son service annuel un crédit horaire de 200 heures (100 heures pour les surveillants à mi-temps).
Les AED sont placés sous l'autorité hiérarchique du chef d'établissement, et la plupart du temps sous l'autorité fonctionnelle du conseiller principal d'éducation.
Les AED sont recrutés pour des fonctions d’assistance à l’équipe éducative, fonctions en lien avec le projet d’établissement, notamment pour l’encadrement et la surveillance des élèves et l’aide à l’accueil et à l’intégration scolaires des élèves handicapés, y compris en dehors du temps scolaire.
Toutefois, il semble qu'ils puissent être amenés à faire cours à une classe en remplacement d'un enseignant absent, bien que cette possibilité n'existe plus dans leurs fonctions. Elle constitue un reliquat des surveillants d'externat, qui pouvaient "si leurs titres le permett[ai]ent, donner l'enseignement du professeur, une heure de cours équivalent à deux heures de surveillance"
La rémunération est peu élevée mais la précarité du statut rend difficile les mouvements de grève.

## Fonctions
Les assistants d'éducation sont recrutés pour assurer les fonctions suivantes :

1° encadrement et surveillance des élèves dans les établissements ou les écoles, y compris le service d’internat, et, en dehors de ceux-ci, dans le cadre d’activités nécessitant un accompagnement des élèves ;

2° Appui aux personnels enseignants pour le soutien et l’accompagnement pédagogiques ;

3° Aide à l’accueil et à l’intégration des élèves handicapés et accompagnement des étudiants handicapés ;

4° Aide à l’utilisation des nouvelles technologies ;

5° Participation à toute activité éducative, sportive, sociale, artistique ou culturelle complémentaire aux enseignements ;

6° Participation à l’aide aux devoirs et aux leçons.
La tâche première des assistants d'éducation consiste ainsi en la surveillance et l'encadrement des élèves durant le temps scolaire : études et permanences, internat, réfectoire, divers locaux, cours de récréation, accès et portails.
Ils sont les garants de la sécurité ainsi que du respect des droits et de la personne de chaque élève.
Ils travaillent en équipe et participent, auprès des personnels d'éducation (CPE), au contrôle d'assiduité (appel quotidien, tenue du registre des absences et des retards, etc.) et de discipline (surveillance des retenues) des élèves de l'établissement.
Ils sont en cela le bras droit du conseiller principal d'éducation (CPE), l'informant du comportement des élèves, des éventuels problèmes décelés, et pouvant prononcer des punitions scolaires (les sanctions disciplinaires relevant des prérogatives des personnels de direction et du conseil de discipline).
Ils assument un rôle pédagogique auprès des enfants dans le cadre du soutien scolaire, de l'aide aux devoirs, de l'aide à l'utilisation des nouvelles technologies, de l'animation sportive et culturelle, de l'encadrement de voyages et sorties scolaires.
De plus, au contact des élèves durant les périodes de récréation et de repas, ils répondent à nombre d'interrogations adolescentes, peuvent jouer un rôle préventif important et assistent les élèves lors de tracas divers (soins légers, écoute, cartable perdu, règlement de querelle ou bagarre, etc.)   
Ces tâches leur demandent d'être proches des élèves, de connaître leurs préoccupations et d'être informés de la vie de la cour.
C'est un rôle parfois ambigu. Le plus souvent appelés par leurs prénoms et tutoyés par les élèves, les assistants d'éducation cumulent sur eux les figures de préventions, d'entraide et d'autorité.
Enfin, notamment hors du temps de présence des élèves, les AED peuvent être sollicités par le chef d'établissement pour participer à des tâches administratives diverses. Ce qui ne correspond pas à une obligation, mais participe d'un héritage tacite des anciennes fonctions des MI-SE.
La loi du 30 avril 2003 a également prévu la mise à disposition d'assistant d'éducation pour les écoles du premier degré et la mise en place d'assistants d'éducation formés à l'intégration des élèves handicapés.

## Contrat
Les assistants d'éducation sont recrutés directement par les chefs d'établissement sur des contrats de droit public. Ces contrats sont conclus pour une durée maximale de trois ans, renouvelables dans la limite d'un engagement maximal de six ans. Le contrat peut être établi pour un mi-temps ou un temps complet. Conformément à la loi du 24 février 2022, les AED peuvent bénéficier d'un CDI après avoir exercé six ans.

## Affectation
Lors de leur inscription en ligne, les candidats formulent plusieurs vœux pour le lieu d'affectation. Choix par commune, par groupement de communes ou par département. Les candidats remplissant les conditions réglementaires et sélectionnés par un chef d'établissement sont convoqués ultérieurement pour un entretien de recrutement.

### AED TICE
Certains AED (dits AED TICE) sont employés, pour tout ou partie de leur quotité de travail, pour effectuer des tâches en rapport avec les technologies d'information et de communication. Ils sont ainsi référent numérique, techniciens de maintenance, administrateurs de réseau, ou secondent les professeurs dans le cadre d'action pédagogiques impliquant le numérique éducatif. Les AED employés à de telles fonctions sont généralement placés, selon les cas, sous l'autorité hiérarchique de l'Adjoint-Gestionnaire voire directement du chef d'établissement.

### AED en préprofessionnalisation
Créé en 2019, les postes d'assistant d'éducation en préprofessionnalisation au métier de professeur (raccourci en AED prépo) n'ont pas les mêmes missions que les susdits AED. Partagée sur trois années, de la deuxième année d'étude supérieure à l'université (L2) jusqu'à la première année de Master (M1), leurs tâches consistent à apprendre à devenir enseignant avec un tuteur ou tutrice, dans un établissement scolaire. Au début de leurs contrats, ils observent principalement avant de devenir de plus en plus autonome, jusqu'à ce que certains (mais pas tous) aient une classe à charge. Le contrat serait en lice d'être prolongé pour une quatrième année.

## Rémunération
Les assistants d'éducation sont rémunérés au SMIC quelle que soit leur ancienneté. À partir de la rentrée 2022, ils bénéficient des primes REP/REP+.